# 天箭座
天箭座是昏暗但独特的北天星座，原名是拉丁语，意为箭。天箭座属于二世纪天文学家克劳狄乌斯·托勒密所列48个星座，也属國際天文聯會定义的88个现代星座。天箭座历史久远，但所有恒星亮度都不超过第三等，面积在88个星座中倒数第三。
3.47视星等的左旗五是天箭座最亮恒星，质量约为太阳九成，但已进入老化的紅巨星时期，直径达太阳54倍。左旗三、左旗增一、左旗四和天箭座θ都是恆星系統，可以用小型望远镜看到内部组成。天箭座V是激變變星，即白矮星吸积捐助恒星形成的聯星系统，预计会在2083年左右发展成新星并短暂成为银河系光度最高的恒星，也是天空中非常明亮的星体。天箭座有两个恒星系统拥有类木星行星，另外天箭座15还有棕矮星伴星。

## 历史

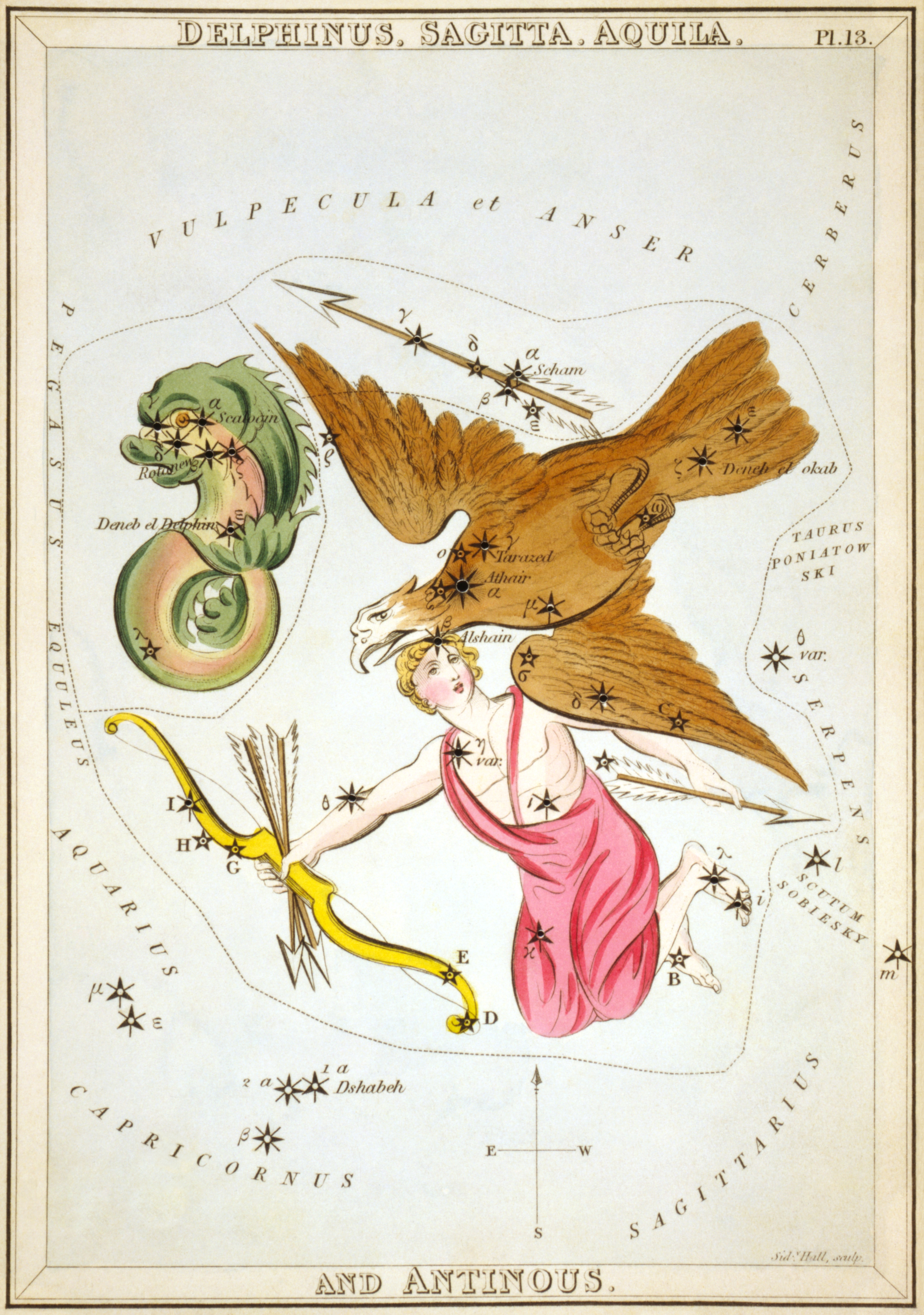
1825年《乌拉尼亚之镜》上的天箭座，位于天鷹座上方

古希腊人称天箭座“奥斯托斯”（Oistos），意为“箭”，属于克劳狄乌斯·托勒密所列的48个星座。相传朱庇特每天派老鹰（即天鹰座）啄食普罗米修斯的肝脏，赫拉克勒斯用来击杀老鹰的箭便是天箭座。天箭座位于天鹰座北面边界以外，业余博学家理查德·欣克利·艾伦（Richard Hinckley Allen）提议用天箭座代表赫拉克勒斯射向附近斯廷法利斯湖怪鸟的箭（赫拉克勒斯的第六项伟业），这种怪鸟的爪子、喙和翅膀都是钢铁，在阿卡迪亞州沼泽吃人为生。天箭座与天鹰座、天鹅座和天琴座相邻，中间隔着赫库利阿（Herculea）。希腊学者埃拉托斯特尼声称，天箭座代表阿波罗消灭独眼巨人的箭。罗马人为星座起名（拉丁语“天箭座”）。阿拉伯人称其为“al-sahm”，同样是箭的意思，后来误传成“Sham”，专指恒星左旗一。希腊语名曾误译成，意为“织机”，所以阿拉伯语也跟着误解为“al-nawl”，此外还称“al-'anaza”，意为“长矛”或“标枪”。

## 简介
天箭座四颗最亮的恒星组成箭形星群，位于明亮的牛郎星北面，星座面积仅79.9平方度，占天空0.194%，在88个现代星座中排第86，只比小马座和南十字座大。北半球每年春末到秋初很容易看到天箭座，午夜中天是7月17日。受位置影响，只有南緯69度線以北能看到整个星座天箭座北靠狐狸座，西临武仙座，南挨天鹰座，东接海豚座。1922年，国际天文联会确定以三字母缩写代指天箭座；星座拉丁语名没有字母，为避免和人马座混淆，人马座的拉丁语名和属格都不含，故而设计缩写代码的美国天文学家亨利·诺利斯·罗素从天箭座名称属格中挑出字母。1930年，尤金·德爾波特正式划分星座边界，形成有12条边的多边形（见文首信息框）。根据赤道坐標系統，星座赤经位于18h 57.2m和20h 20.5m之间，赤纬位于16.08°到21.64°之间。

## 显著特点

### 恒星
天体制图师約翰·拜耳用拜耳命名法为天箭座八颗恒星命名，即“Α”至“Θ”八个字母。英格兰天文学家約翰·佛蘭斯蒂德用字母（误写成“Χ”）、和分别代表天箭座13、14和15，但不为后世天文学家约翰·贝维斯和弗朗西斯·贝利接受。

#### 明亮恒星
托勒密把最亮的左旗五标为箭头，拜耳认为左旗五、左旗增廿六、天箭座θ组成箭形。左旗五是3.47视星等、光谱等级的紅巨星，距地球258±4光年，质量约占太阳九成，但半径是太阳的54倍，亮度575倍，很可能已进入恆星演化的紅巨星分支，核心的氢已经耗尽，正消耗核心周围的氢。
左旗三是天箭座第二亮的恒星，属于联星，拜尔认为左旗三和左旗增一组成箭尖。左旗三包含3.9倍太阳质量、152倍太阳直径、光谱等级的紅超巨星和2.9倍太阳质量的蓝白主序星，两者相互围绕旋转，轨道周期十年。左旗增一是三星系统，距地球约326光年，主星属A型主序星。
拜尔的《测天图》把左旗一、左旗二和左旗增一绘成箭的羽毛。左旗一是4.38视星等、光谱等级的黄色亮巨星，距地球382±8光年。它拥有四倍太阳质量，已经大幅膨胀并增亮，直径是太阳20倍，光度340倍。左旗二的视星等和左旗一相同，是距地球420±10光年的型巨星，估计已有约1.29亿年历史，拥有4.33倍太阳质量，已经扩大到原有直径的约27倍。左旗增一是双星，其组成可用小型望远镜观测。其中5.77视星等的主星约有3.31亿年历史，是光谱等级的黄巨星，质量是太阳3.09倍，已膨胀到原有直径的18.37+0.65
−0.88倍，距地球580±10光年。8.35视星等的伴星距主星87.4角秒，但实际上是与主星无关、离地球七千光年的藍超巨星。
左旗增廿六是5.1视星等、光谱等级的橙巨星，距地球155.9±0.9光年，有61.1%的几率属毕宿-昴宿星團，运动方向相同。天箭座θ是联星，两星相距12角秒，可用小型望远镜观测。其中偏亮的为6.5视星等，是光谱等级的黄白主序星，离地球146.1±0.2光年。另一颗是8.8视星等的主序星，光谱等级。此外，距天箭座θ91角秒还有7.4视星等的橙巨星，光谱等级，距地球842±9光年。

#### 变星
变星是业余天文学家的热门目标，他们的观测对人类理解恒星行为贡献很大。天箭座R是罕见的金牛座RV型變星，视星等在8.2至10.4范围变化，距地球约8100光年，直径是太阳的61.2+12.4
−9.9倍，光度2,329+744
−638倍，但质量很可能比太阳小。天箭座已进入老年期，源自恒星演化的漸近巨星支，正朝行星状星云发展。天箭座FG是光度很高的“重生”恒星，距地球约四千光年。该星是在变成白矮星前启动氦壳聚变反应，接下来先扩张成蓝超巨星，然后在不到一个世纪前发展成级超巨星，周围是天箭座脱离漸近巨星支时形成的微弱行星状星云“海因兹1–5”。
天箭座S是經典造父變星，视星等在5.24至6.04间以8.38天为周期变动，也是光谱等级在和间脉动的黄白超巨星，质量是太阳的六到七倍，光度3500倍，距地球约5100光年。HD 183143距地球约7900光年，是高光度蓝特超巨星，其光谱中还发现离子化的巴克明斯特富勒烯分子红外线带。WR 124是高速移动的沃爾夫–拉葉星，周围是喷射气体组成的星云。
天箭座是黯淡的联星，视星等以3.4天为周期在6.6至9.2范围变动，是天文爱好者使用小型望远镜观测的理想目标。联星包含两颗星，其一是光谱等级的蓝白星，另一颗是老化恒星，已经冷却并膨胀成光谱等级的黄次巨星。两星相互绕行且距离很近，次巨星已经膨胀到超出洛希瓣范围，物质由温度更高的蓝白星吸收，故属半分离联星。天箭座距地球900±10光年，附近还有半規則變星天箭座，视星等以196年天周期在7.9至8.4范围变化。天箭座是碳星，表面温度约2576。
天箭座18附近的天箭座V是天箭座V变星的原型，即属超軟X射線源的激變變星。预料其中的两颗恒星会在2083年左右融合成亮紅新星，短暂成为银河系光度最高的星，也是天上非常亮的恒星。天箭座WZ同样是激变变星，包括八成五太阳质量的白矮星和经计算仅8%太阳质量、光谱等级的棕矮星。天箭座绝大部分时间是视星等不足15的黯淡星体，曾于1913、1946和1978年爆发至可用双筒望远镜观察。黑寡婦脈衝星（B1957+20）是人类发现的第二颗毫秒脈衝星。质量极大的中子星燒蝕棕矮星伴星，导致脉冲星的无线电信号在穿过外流物质期间衰减。

#### 拥有系外行星的恒星

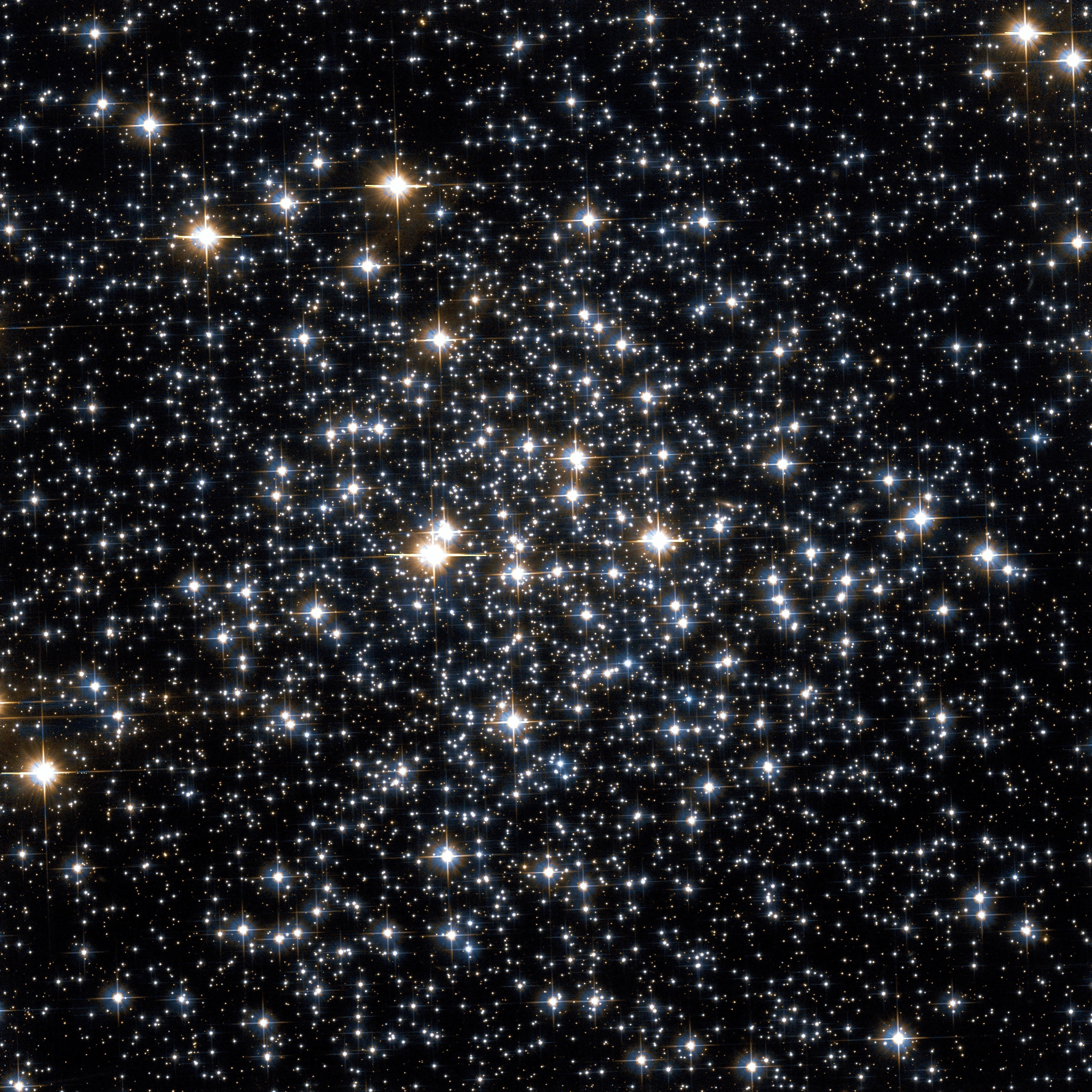
M71球状星团

HD 231701是温度和尺寸都超过太阳的黄白主序星，2007年人类用径向速度法发现它拥有类木星行星，行星距恒星0.57天文单位，公转周期141.6天。-34的质量是太阳1.392±0.047倍，直径1.535+0.135
−0.102倍，光度3.63+0.75
−0.51倍，视星等10.4，距地球819±9光年。2012年，人类发现质量为木星3.328±0.211倍的行星在该恒星附近掠过，公转周期5.45天，两者相距0.06天文单位，估计行星表面温度是1,520±60K。天箭座15是类太阳恒星，质量、半径和光度分别是太阳的1.08±0.04、1.115±0.021和1.338±0.03倍。它的棕矮星伴星尺寸接近木星，但质量是木星69倍，表面温度在1510至1850K范围，公转周期约73.3年。估计该系统已有25±18亿年历史。

### 深空天体
银河系螺旋带及其中的大裂缝经过天箭座，左旗一、左旗二和左旗增一标出大裂缝的边界。左旗二和左旗五之间的M71是非常松散的球狀星團，人类曾误以为是密集的疏散星团。法国天文学家让·菲利普·洛伊斯·德·谢索（Philippe Loys de Chéseaux）1745或1746年率先发现M71，距地球约1.3万光年。
天箭座有两个著名行星状星云，NGC 6886中心是结束漸近巨星支的高温恒星，质量约为太阳的五成五，光度2,700±850倍，表面温度14.2万K，周边星云估计已经膨胀1280至1600年。項鍊星雲本是近距离联星，其中一星扩张成巨星并将另一星吞没。偏小的星仍在巨星内部绕轨道旋转，而且自转速度大幅提升，导致外层物质受离心力影响向太空散发，团状恒星物质形成明亮的气体，进而组成环状星云。两个星云与地球的距离都在1.5万光年左右。

## 中国星官
中国古代传统中，天箭座天区包括牛宿中的左旗。
- 左旗(牛宿9)：天箭座α（左旗一）、天箭座β（左旗二）、天箭座δ（左旗三）、天箭座ζ（左旗四）天箭座γ（左旗五）、天箭座VZ（左旗六）、天箭座11（左旗七）、天箭座14（左旗八）、天鷹座ρ（左旗九）。